# 야수 (2006년 영화)
"야수"(영어: Running Wild)는 2006년 1월 12일에 개봉한 대한민국의 느와르 영화이다.

## 캐스팅
- 권상우 : 장도영 역
- 유지태 : 오진우 역
- 손병호 : 유강진 역
- 이주실 : 도영 모 역
- 강성진 : 조영철 역
- 정원중 : 부장검사 역
- 김윤석 : 주현태 역
- 안길강 : 양기택 역
- 이한위 : 방계장 역
- 강승원 : 홍재근 역
- 최령 : 배광춘 역
- 문정희 : 윤정민 역
- 이중문 : 이동직 역
- 김준배 : 부산 허 사장 역
- 이재구 : 강 수사관 역
- 박진우 : 박 수사관 역
- 류성현 : 호송관 역
- 김만기 : 고영배 역
- 조진웅 : 구룡파 조직원 역
- 오세홍 : 판사 역
- 박혁권 : 동료 형사 역
- 조석현 : 동료 검사 역
- 고정주 : 유강진 아내 역
- 설지윤 : 박용식 아내 역
- 이갑선 : 구룡파 조직원 역
- 고창석 : 구룡파 어깨 역
- 박준철 : 검찰 출입기자 역
- 엄지원 : 강주희 역 (특별출연)
- 최덕문 : 박 검사 역 (특별출연)
- 조성하 : 재판 검사 역 (특별출연)